# Czesława Kwoka
Czesława Kwoka (ur. 15 sierpnia 1928 w Wólce Złojeckiej, zm. 12 marca 1943 w KL Auschwitz) – młoda Polka, jedna z ofiar niemieckich akcji wysiedleńczych i pacyfikacyjnych przeprowadzonych na Zamojszczyźnie w Generalnym Gubernatorstwie, w okresie od listopada 1942 do sierpnia 1943, w ramach Generalnego Planu Wschodniego. Była jednym z dzieci Zamojszczyzny skierowanych przez Niemców do obozów koncentracyjnych.

## Życiorys

### Rodzina
Przed wojną Czesława Kwoka mieszkała we wsi Wólka Złojecka, w domu numer 12 (obecnie miejscowość znajduje się na terenie województwa lubelskiego). Chodziła do szkoły powszechnej w Złojcu, oddalonej około 4 km od jej rodzinnej miejscowości (obecnie jest to Szkoła Podstawowa im. Dzieci Zamojszczyzny w Złojcu).
Jej matka Katarzyna Kwoka (ur. 1 stycznia 1896) była rolniczką. Ojciec miał na imię Paweł, w dokumentach obozowych Czesławy podano, iż jego ostatnim miejscem zamieszkania była Wólka Złojecka. Dzieje ojca Czesławy nie są znane. Wedle relacji Eugeniusza Piróga Katarzyna była wdową i wychowywała córkę samotnie.

### Obóz przesiedleńczy w Zamościu
W ramach realizacji Generalnego Planu Wschodniego w 1942 roku rozpoczęto wysiedlenia mieszkańców pobliskich terenów. Podzielono je na rewiry. Wólka Złojecka i siedem pobliskich miejscowości zostały przypisane do największej wsi Złojec w gminie Nielisz.
W grudniu 1942 roku wysiedlono miejscowości należące do gminy Nielisz, w tym Wólkę Złojecką 2 grudnia 1942. Wówczas Czesława i jej matka trafiły do obozu przesiedleńczego w Zamościu, podobnie jak część mieszkańców ich wsi. Dwanaście osób zamieszkałych w Wólce Złojeckiej (w tym trójka dzieci) zostało zamordowanych w obozie zagłady Auschwitz-Birkenau.

### Auschwitz-Birkenau
13 grudnia 1942 roku Czesława Kwoka trafiła do obozu koncentracyjnego Auschwitz-Birkenau razem z matką, Katarzyną Kwoką (numer obozowy: 26946), pierwszym transportem z obozu przesiedleńczego w Zamościu, w którym znajdowało się 318 kobiet i dziewcząt. Łącznie z obozu przesiedleńczego w Zamościu na przełomie 1942 i 1943 roku do Auschwitz skierowano trzy transporty więźniów, w których znajdowało się około półtora tysiąca osób, w tym około sto pięćdziesięcioro dzieci. Z uwagi na braki w dokumentacji ich liczba jest trudna do ustalenia. Wedle innych szacunków liczba dzieci, przewiezionych z Zamościa do Auschwitz, mogła wynosić około dwustu. W obozie otrzymała numer obozowy 26947.
Czesława Kwoka została zabita zastrzykiem fenolu 12 marca 1943 roku. Jej świadectwo śmierci zostało wystawione 23 marca 1943 roku.
Katarzyna Kwoka również zginęła w Auschwitz, 18 lutego 1943 roku.

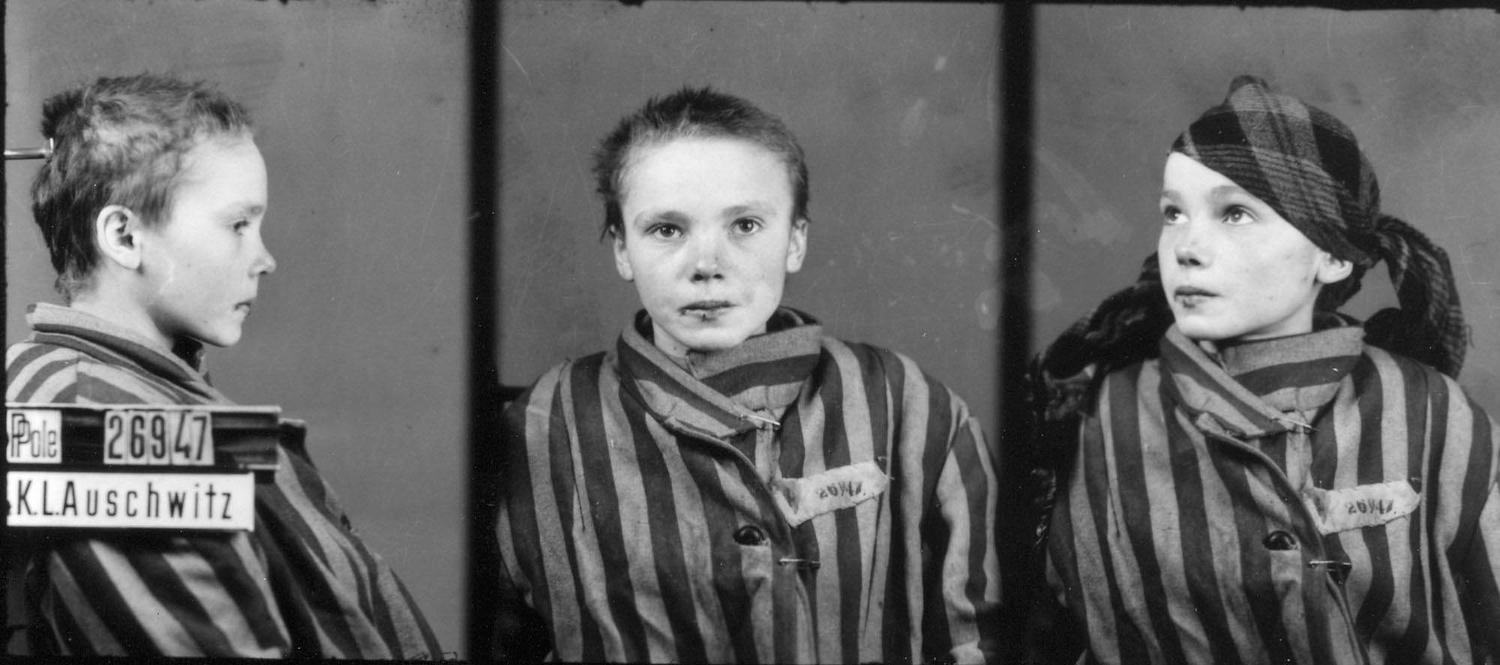
Zdjęcia obozowe Czesławy Kwoki wykonane przez Wilhelma Brassego.

Zdjęcia Czesławy zostały wykonane w obozie koncentracyjnym Auschwitz przez obozowego fotografa Wilhelma Brassego, także więźnia (numer obozowy: 3444). Według relacji Brassego bezpośrednio przed ich wykonaniem dziewczyna dla wymuszenia posłuszeństwa była bita pejczem przez jedną z nadzorczyń. W 2005 roku powstał film dokumentalny Portrecista, w reżyserii Ireneusza Dobrowolskiego, który opowiada o Brassem i jego pracy w obozach zagłady (m.in. o wykonanym zdjęciu Czesławy Kwoki).
Z dokumentacji obozowej Czesławy Kwoki wynika, że na jej pasiaku znajdował się czerwony trójkąt, który wedle zasad oznakowania więźniów niemieckich obozów koncentracyjnych nosili więźniowie polityczni („Schutzhäftlinge”), umieszczeni w Auschwitz na podstawie tak zwanego rozkazu o uwięzieniu ochronnym.

## Wspomnienia Wilhelma Brassego
Fergal Keane, korespondent BBC, zanotował wspomnienia Wilhelma Brassego dotyczące okoliczności wykonania zdjęć obozowych Czesławy Kwoki. Zostały opublikowane w artykule Returning to Auschwitz: Photographs from Hell. Wilhelm Brasse zapamiętał Czesławę, choć wykonał około 50 tys. zdjęć w Auschwitz.
W filmie dokumentalnym Portrecista relacjonował:

To zdjęcie dziewczyny więźniarki szczególnie pamiętam, bo wyglądała rozbrajająco, taka młodziutka w ubiorze więźnia. Kiedy po niemiecku wywoływano numery więźniów, ta dziewczyna tego nie rozumiała, za co była bita pejczem przez esesmankę. Bito też ją w twarz.

Samą Czesławę wspominał w słowach:

Taka ładna dziewczynka, taka niewinna. Płakała, ale nic nie mogła zrobić. Przed zdjęciem dziewczynka wytarła łzy i krew z rozcięcia na wardze. Szczerze mówiąc, czułem się, jakbym sam dostał, ale nie mogłem się wtrącać. Zabiliby mnie. Nigdy nie można było się odezwać.

## Zdjęcia obozowe Czesławy Kwoki
Fotografie Czesławy Kwoki wykonane przez Wilhelma Brassego były wielokrotnie prezentowane w książkach historycznych, na wystawach poświęconych II wojnie światowej i w mediach. Znalazły się w projektach: „Rare Historical Photos” oraz „Victims of Nazi Persecution National” koordynowanym przez National Education Union. Serwis TFN uznał je za symbol dzieci Zamojszczyzny. W projekcie „Polish History”, prowadzonym przez Muzeum Historii Polski w Warszawie, obozowe zdjęcia Czesławy nazwano symbolem polityki III Rzeszy wobec dzieci, których życie uznano za zbędne.

### Ekspozycja w Muzeum Auschwitz-Birkenau

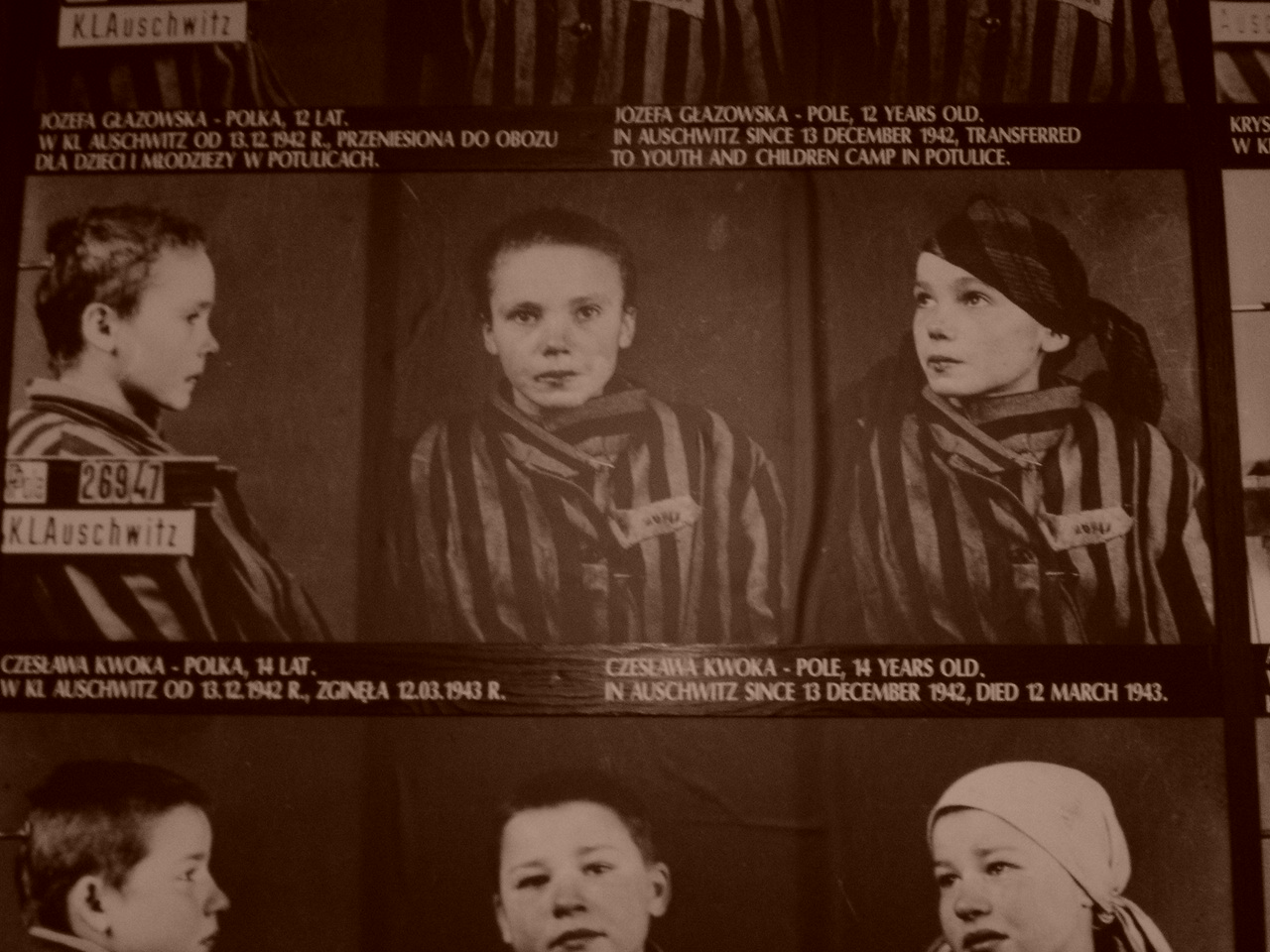
Ekspozycja w Państwowym Muzeum Auschwitz-Birkenau w Oświęcimiu.

Fotografie Czesławy znajdują się w ekspozycji stałej „Życie więźniów” w bloku nr 6 w Państwowym Muzeum Auschwitz-Birkenau w Oświęcimiu.

### Projekt „Twarze Auschwitz”
Brazylijska artystka Marina Amaral, specjalizująca się w nakładaniu barw na stare fotografie, pokolorowała komputerowo obozowe fotografie Czesławy Kwoki w ramach projektu „Twarze Auschwitz” (ang. „Faces of Auschwitz”).
Jej praca została upowszechniona przez Państwowe Muzeum Auschwitz-Birkenau w Oświęcimiu, wraz z opisem losów Czesławy, a następnie przedrukowana w licznych artykułach prasowych i internetowych. Zdjęcie w ciągu jednego dnia odnotowało pięć milionów wyświetleń, wkrótce 11 milionów odsłon.
Marina Amaral komentowała projekt w słowach:

Jeśli patrzycie na twarz Czesławy, możecie zobaczyć krew. Była uderzona przez strażniczkę, bo nie zrozumiała niemieckiego. Zawsze mówię, że Holokaust nie zaczął się od masowych morderstw. Zaczął się od tolerowania nienawiści.

Marina Amaral pokolorowała również fotografię Katarzyny Kwoki.

### Media zagraniczne
Obozowe zdjęcia Czesławy Kwoki publikowała zagraniczna prasa i serwisy internetowe z wielu krajów świata, między innymi: BBC, „Daily Mirror”, serwis theguardian.com, „The Sun”, „The Lily” („Washington Post”), francuski tygodnik „Le Point”, nowozelandzki serwis NZ Herald, tygodnik „Jewish News”, serwis niemieckiej stacji nadawczej Deutsche Welle, serwis niemieckiej sieci radiowej Mitteldeutscher Rundfunk, rosyjski serwis informacyjny „Live”, rosyjski magazyn „Kulturologia”, rosyjski serwis informacyjny „Moskwa-Baku”, serwis belgijskiego nadawcy RTBF i program telewizyjnym RTBF i szwajcarski nadawca Radio Télévision Suisse.

### Książki
Zdjęcia Czesławy Kwoki znajdują się na okładce książki The Auschwitz Photographer: Based on the true story of Wilhelm Brasse prisoner 3444, napisanej przez dwójkę autorów Luca Crippa i Maurizio Onnis.
Gerd Bayer i Oleksandr Kobrynskyy umieścili je w swojej książce Holocaust Cinema in the Twenty-First Century: Images, Memory, and the Ethics of Representation.
Pokolorowana komputerowo fotografia Czesławy znajduje się w książce Trzecia Rzesza w 100 przedmiotach autorstwa Rogera Moorhouse’a.

## Czesława Kwoka w sztuce

### Malarstwo
Portret Czesławy Kwoki pod tytułem 26947 (numer obozowy) wykonał rosyjski artysta Andriej Szaburow, publikujący prace pod pseudonimem Antarctic Spring.
W 2012 roku malarz David Russon namalował obraz Czeslawa Kwoka na podstawie zdjęcia obozowego wykonanego przez Brassego.
Portret Czesławy znajduje się w wydanej w 2012 roku publikacji Painting Czeslawa Kwoka, Honoring Children of the Holocaust, autorstwa Theresy Senato Edwards i Lori Schreiner.
W 2019 roku brytyjski artysta James Earley namalował obraz olejny Czeslawa Kwoka na podstawie zdjęcia Brassego z napisem „My name is Czeslawa Kwoka”, którego pierwsze trzy słowa układają się w kształt napisu Arbeit macht frei, znajdującego się nad bramą obozową w Auschwitz-Birkenau.
Ponadto portret Czesławy farbą olejną został namalowany w ramach brytyjskiego projektu artystycznego Unbelievable.

### Muzyka
W 2020 roku szwedzki zespół DPoint nagrał singiel pod tytułem Because of You, zadedykowany Czesławie oraz innym dziewczętom i kobietom, ofiarom przemocy. Został zilustrowany portretem Czesławy, stworzonym na podstawie zdjęcia wykonanego przez Brassego.

## Publikacje i reportaże

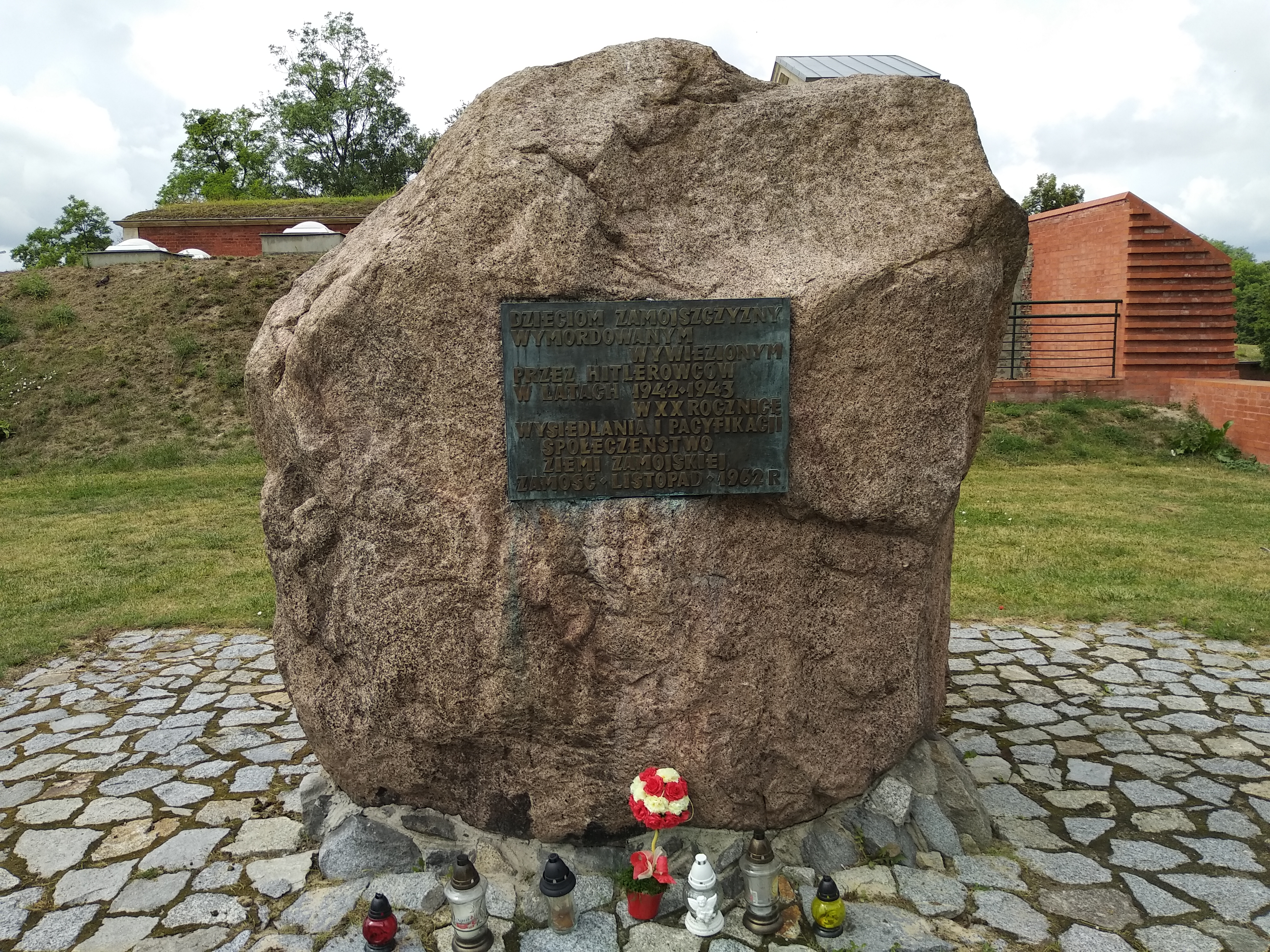
Pomnik Dzieci Zamojszczyzny, znajdujący się przy Starej Bramie Lubelskiej w Zamościu. 2018 rok.

Życiorys Czesławy został omówiony w reportażu radiowym o dzieciach Zamojszczyzny Każde z nich było Czesią autorstwa Magdaleny Grydniewskiej, wyemitowanym na antenie Polskiego Radia 20 lutego 2019 roku.
Historia Czesławy Kwoki została omówiona w następujących publikacjach:
1. Alicja Białecka (red.), European pack for visiting Auschwitz-Birkenau Memorial and Museum, Polish Ministry of Education, Auschwitz-Birkenau State Museum, 2010. W książce znajduje się fotografia świadectwa śmierci Czesławy.
2. Helena Kubica, Zagłada w KL Auschwitz Polaków wysiedlonych z Zamojszczyzny w latach 1942–1943, Państwowe Muzeum Auschwitz-Birkenau, 2004.

W 2012 roku ukazała się książka Painting Czeslawa Kwoka, Honoring Children of the Holocaust powstała na bazie zbiorów fotografii Wilhelma Brassego, pochodzących z archiwum Muzeum Auschwitz-Birkenau. Autorki Theresa Senato Edwards (poetka) i Lori Schreiner (plastyczka) odtworzyły w formie obrazów zdjęcia dzieci, które trafiły do obozów zagłady oraz opisały ich historie. Wśród nich znalazła się Czesława Kwoka, które nazwisko umieściły w tytule publikacji.
Historia Czesławy i jej matki został opisana w książce Martina Winstone’a The Dark Heart of Hitler’s Europe: Nazi Rule in Poland Under the General Government, wydanej w Polsce w 2015 roku pod tytułem Generalne Gubernatorstwo. Mroczne serce Europy Hitlera oraz książce Ewy Stańczyk Commemorating the Children of World War II in Poland: Combative Remembrance.